# Plaquemines Parish
Das Plaquemines Parish (französisch Paroisse des Plaquemines) ist ein Parish im Bundesstaat Louisiana der Vereinigten Staaten. Bei der Volkszählung im Jahr 2020 hatte das Parish 23.515 Einwohner und eine Bevölkerungsdichte von 10,8 Einwohnern pro Quadratkilometer. Der offizielle Verwaltungssitz (Parish Seat) ist Pointe à la Hache, der größte Ort und tatsächliche Standort zahlreicher Ämter ist jedoch Belle Chasse.

## Geographie
Das Parish liegt im äußersten Südosten von Louisiana, ist zu fast 70 Prozent vom Golf von Mexiko umgeben und hat eine Fläche von 6290 Quadratkilometern, wovon 4102 Quadratkilometer Wasserfläche sind. Es grenzt an folgende Parishes:
|                  | Orleans Parish | St. Bernard Parish |
| Jefferson Parish |                |                    |
|                  |                |                    |

## Geschichte
Das Plaquemines Parish wurde 1807 als eines der 19 Original-Parishes gebildet.
Drei Stätten des Parish haben aufgrund ihrer geschichtlichen Bedeutung den Status einer National Historic Landmark, Fort De La Boulaye Site, Fort Jackson und Fort St. Philip. Insgesamt sind zehn Bauwerke und Stätten des Parish im National Register of Historic Places eingetragen (Stand 2022).
Von den 1920er- bis in die 1960er-Jahre wurden Politik und Wirtschaft des Parishes durch Leander Perez dominiert.

## Demografische Daten

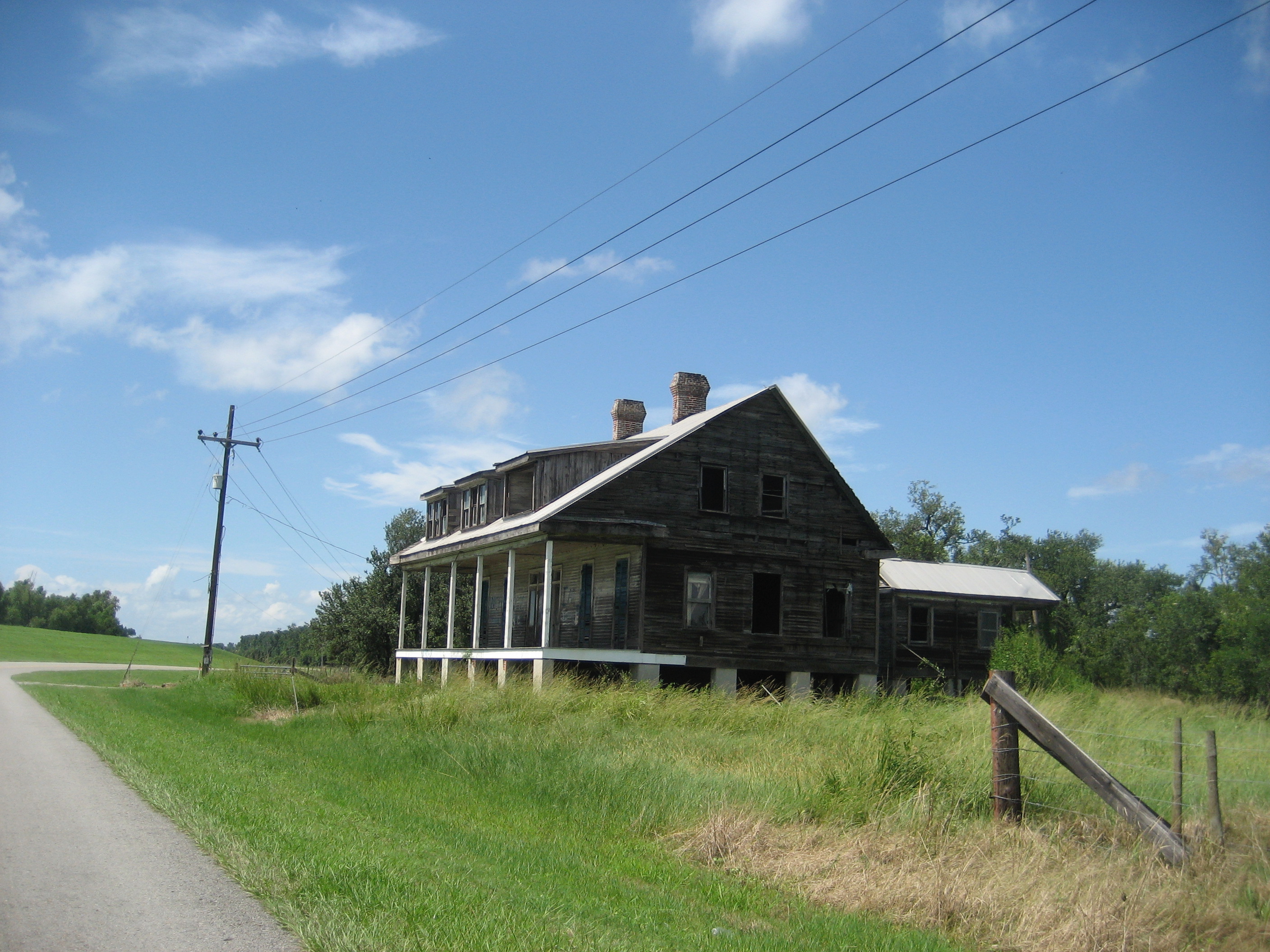
Harlem Plantation House, gelistet im NRHP mit der Nr. 82000451

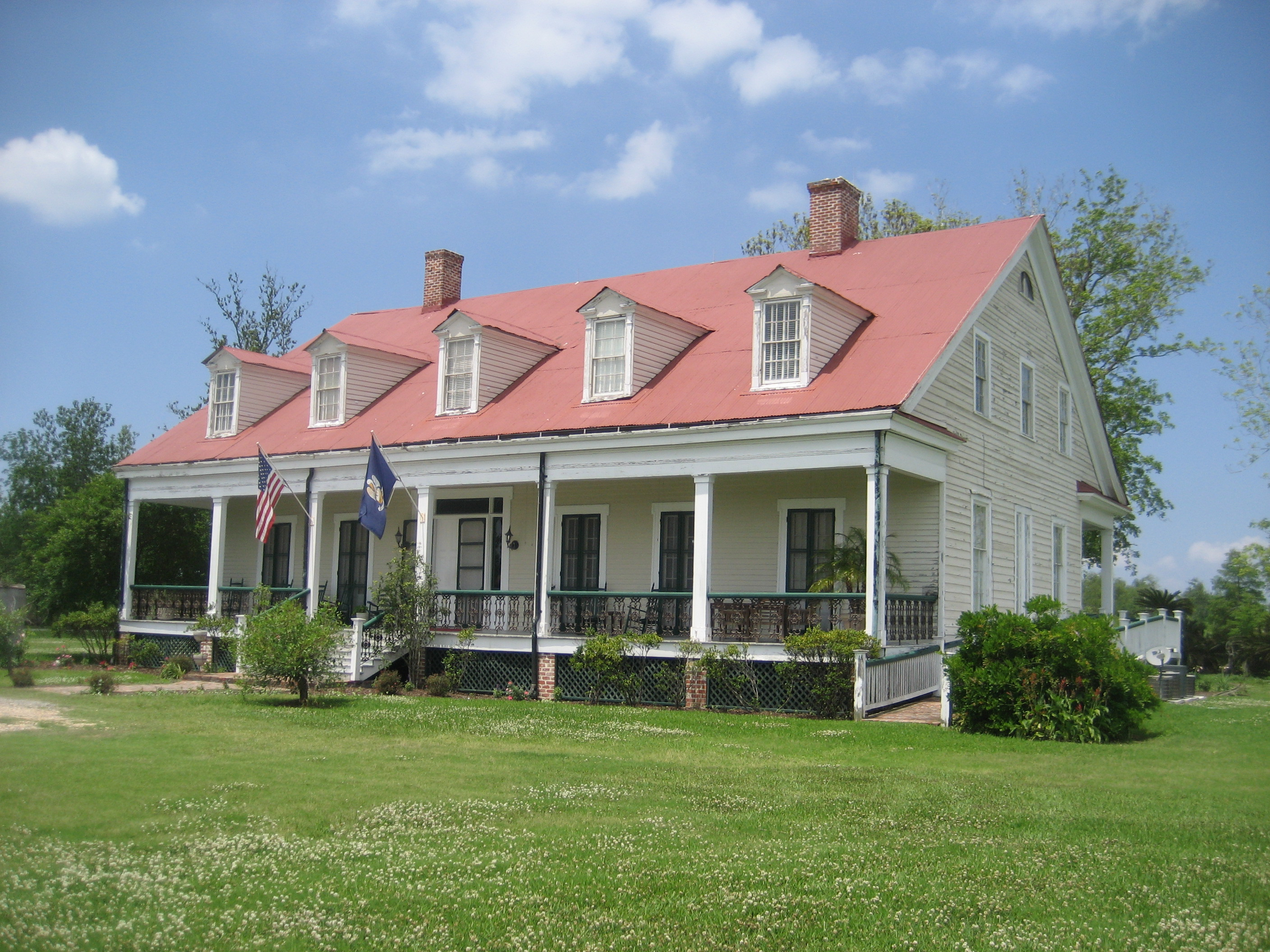
Haupthaus der Woodland Plantation, gelistet im NRHP mit der Nr. 98000702

Nach der Volkszählung im Jahr 2000 lebten im Plaquemines Parish 26.757 Menschen in 9.021 Haushalten und 7.000 Familien. Die Bevölkerungsdichte betrug 12 Einwohner pro Quadratkilometer. Ethnisch betrachtet setzte sich die Bevölkerung zusammen aus 69,77 Prozent Weißen, 23,39 Prozent Afroamerikanern, 2,07 Prozent amerikanischen Ureinwohnern, 2,62 Prozent Asiaten, 0,01 Prozent Bewohnern aus dem pazifischen Inselraum und 0,73 Prozent aus anderen ethnischen Gruppen; 1,42 Prozent stammten von zwei oder mehr Ethnien ab. 1,62 Prozent der Bevölkerung waren spanischer oder lateinamerikanischer Abstammung, die verschiedenen der genannten Gruppen angehörten.
Von den 9.021 Haushalten hatten 39,5 Prozent Kinder und Jugendliche unter 18 Jahre, die bei ihnen lebten. 57,5 Prozent waren verheiratete, zusammenlebende Paare, 14,6 Prozent waren allein erziehende Mütter, 22,4 Prozent waren keine Familien, 18,6 Prozent waren Singlehaushalte und in 7,1 Prozent lebten Menschen im Alter von 65 Jahren oder darüber. Die Durchschnittshaushaltsgröße lag bei 2,89 und die durchschnittliche Familiengröße bei 3,30 Personen.
Auf das gesamte Parish bezogen setzte sich die Bevölkerung zusammen aus 29,2 Prozent Einwohnern unter 18 Jahren, 9,2 Prozent zwischen 18 und 24 Jahren, 30,5 Prozent zwischen 25 und 44 Jahren, 21,4 Prozent zwischen 45 und 64 Jahren und 9,8 Prozent waren 65 Jahre alt oder darüber. Das Durchschnittsalter betrug 34 Jahre. Auf 100 weibliche kamen statistisch 99,4 männliche Personen. Auf 100 Frauen im Alter von 18 Jahren oder darüber kamen 97,3 Männer.
Das jährliche Durchschnittseinkommen eines Haushalts betrug 38.173 US-Dollar, das Durchschnittseinkommen der Familien betrug 42.610 USD. Männer hatten ein Durchschnittseinkommen von 37.245 USD, Frauen 21.691 USD. Das Prokopfeinkommen betrug 15.937 USD. 15,4 Prozent der Familien 18,0 Prozent der Bevölkerung lebten unterhalb der Armutsgrenze. Davon waren 20,7 Prozent Kinder oder Jugendliche unter 18 Jahre und 18,4 Prozent waren Menschen über 65 Jahre.

## Orte im Parish

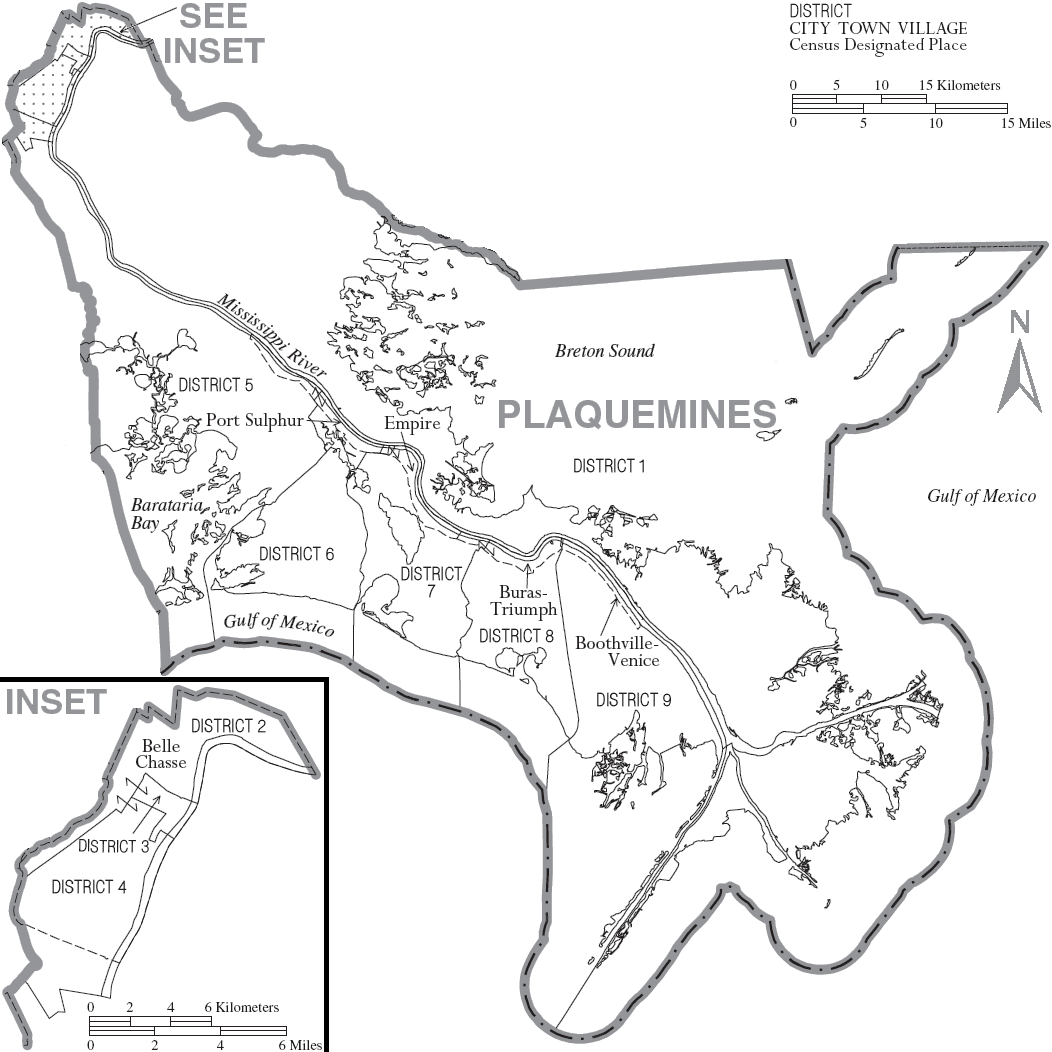
Kommunen im Plaquemines Parish

- Alliance
- Augusta
- Belair
- Belle Chasse
- Bellevue
- Bertrandville
- Beshel
- Bohemia
- Boothville
- Braithwaite
- Breton
- Buras
- Carlisle
- Cedar Grove
- Concession
- Dalcour
- Davant
- Deer Range
- Diamond
- Empire
- Encalade
- English Turn
- Fort Jackson
- Fort Saint Phillip
- Fosters Canal
- Gloria
- Grand Bayou
- Grande Ecaille
- Happy Jack
- Harlem
- Home Place
- Ironton
- Jesuit Bend
- Lake Judge Perez
- Live Oak
- Magnolia
- Myrtle Grove
- Nairn
- Naomi
- Nero
- Nestor
- New Orleans Station
- Noble Manor
- Oakville
- Olga
- Ollie
- Orchard
- Ostrica
- Phoenix
- Pilottown
- Point Celeste
- Pointe à la Hache
- Port Eads
- Port Nickel
- Port Sulphur
- Potash
- Promised Land
- Saint Clair
- Saint Rosalie
- Sarah
- Scarsdale
- Socola
- South Pass
- Star
- Stella
- Triumph
- Tropical Bend
- Venice
- West Point
- West Pointe à la Hache
- Wills Point
- Woodland
- Woodlawn